# Galeazzo Sforza Visconti
Galeazzo Sforza Visconti (ante 1476 – ante 1483) fu il figlio primogenito (illegittimo) del duca di Milano Ludovico il Moro.

## Biografia
Era figlio (con certezza il primogenito, come dichiarato nel contratto matrimoniale) di Ludovico il Moro e di una sua amante dell'epoca, la cui identità fu tenuta segreta (ciò ne indica la bassa estrazione sociale). Nacque prima del 1476, anno di nascita del fratello (o fratellastro) Leone. Nel 1480, ancora bambino, fu promesso sposo a Margherita Grassi, figlia unica dell'usuraio Tommasone, la quale alla morte del padre sarebbe divenuta una ricchissima ereditiera.
Galeazzo tuttavia morì ancora bambino, probabilmente già prima del 1483, in quanto nel suo primo testamento, risalente proprio a quell'anno, Ludovico non menziona altri figli che Bianca Giovanna e Leone. La promessa sposa Margherita passò perciò al secondogenito Leone.

## Ascendenza
|                          |   |                        | Genitori               |  |  | Nonni |  |  | Bisnonni          |  |  | Trisnonni          |  |
|                          |   |                        |                        |  |  |       |  |  | Giacomo Attendolo |  |  | Giovanni Attendolo |  |
|                          |   |                        |                        |  |  |       |  |  | Giacomo Attendolo |  |  | Giovanni Attendolo |  |
|                          |   | Elisa Petraccini       |                        |  |  |       |  |  | Giacomo Attendolo |  |  |                    |  |
| Francesco I Sforza       |   |                        |                        |  |  |       |  |  | Giacomo Attendolo |  |  |                    |  |
|                          |   | Lucia Terzani          | …                      |  |  |       |  |  |                   |  |  |                    |  |
|                          |   | Lucia Terzani          | …                      |  |  |       |  |  |                   |  |  |                    |  |
|                          |   | Lucia Terzani          | …                      |  |  |       |  |  |                   |  |  |                    |  |
| Ludovico Sforza          |   | Lucia Terzani          |                        |  |  |       |  |  |                   |  |  |                    |  |
|                          |   | Filippo Maria Visconti | Gian Galeazzo Visconti |  |  |       |  |  |                   |  |  |                    |  |
|                          |   | Filippo Maria Visconti | Gian Galeazzo Visconti |  |  |       |  |  |                   |  |  |                    |  |
|                          |   | Filippo Maria Visconti | Caterina Visconti      |  |  |       |  |  |                   |  |  |                    |  |
| Bianca Maria Visconti    |   | Filippo Maria Visconti |                        |  |  |       |  |  |                   |  |  |                    |  |
|                          |   | Agnese del Maino       | Ambrogio del Maino     |  |  |       |  |  |                   |  |  |                    |  |
|                          |   | Agnese del Maino       | Ambrogio del Maino     |  |  |       |  |  |                   |  |  |                    |  |
|                          |   | Agnese del Maino       | Ne de Negri            |  |  |       |  |  |                   |  |  |                    |  |
| Galeazzo Sforza Visconti |   | Agnese del Maino       |                        |  |  |       |  |  |                   |  |  |                    |  |
|                          | … | …                      |                        |  |  |       |  |  |                   |  |  |                    |  |
|                          | … | …                      |                        |  |  |       |  |  |                   |  |  |                    |  |
|                          | … | …                      |                        |  |  |       |  |  |                   |  |  |                    |  |
| ...                      | … |                        |                        |  |  |       |  |  |                   |  |  |                    |  |
|                          |   | …                      | …                      |  |  |       |  |  |                   |  |  |                    |  |
|                          |   | …                      | …                      |  |  |       |  |  |                   |  |  |                    |  |
|                          |   | …                      | …                      |  |  |       |  |  |                   |  |  |                    |  |
| N.N.                     |   | …                      |                        |  |  |       |  |  |                   |  |  |                    |  |
|                          |   | …                      | …                      |  |  |       |  |  |                   |  |  |                    |  |
|                          |   | …                      | …                      |  |  |       |  |  |                   |  |  |                    |  |
|                          |   | …                      | …                      |  |  |       |  |  |                   |  |  |                    |  |
| ...                      |   | …                      |                        |  |  |       |  |  |                   |  |  |                    |  |
|                          |   | …                      | …                      |  |  |       |  |  |                   |  |  |                    |  |
|                          |   | …                      | …                      |  |  |       |  |  |                   |  |  |                    |  |
|                          |   | …                      | …                      |  |  |       |  |  |                   |  |  |                    |  |
|                          |   | …                      |                        |  |  |       |  |  |                   |  |  |                    |  |